# Sertularella jorgensis
Sertularella jorgensis är en nässeldjursart som beskrevs av El Beshbeeshy 1991. Sertularella jorgensis ingår i släktet Sertularella och familjen Sertulariidae. Inga underarter finns listade i Catalogue of Life.